# Stanisław Rybicki (1899–1980)
Stanisław Józef Rybicki (ur. 9 listopada 1899 we Lwowie, zm. 28 lutego 1980 w Warszawie) – oficer artylerii Wojska Polskiego, urzędnik samorządowy i działacz społeczny, w latach 1939–1945 burmistrz Częstochowy.

## Życiorys
Urodził się 9 listopada 1899 we Lwowie, w rodzinie Zygmunta, przyrodni brat Józefa. W czasie I wojny światowej walczył w szeregach 6 pułku piechoty Legionów Polskich . 25 września 1919, jako podoficer byłych Legionów Polskich został mianowany z dniem 1 października tego roku na stopień podporucznika artylerii. Pełnił wówczas służbę w 7 pułku artylerii polowej. Na stopień kapitana został awansowany ze starszeństwem z dniem 19 marca 1939 i 42. lokatą w korpusie oficerów rezerwy artylerii.
Mieszkał w Pankach, gdzie w 1924 roku ożenił się z wdową Marią Zajdler z Górskich, której pierwszy mąż został zamordowany podczas rabunku w dzierżawionym przez siebie majątku w Pankach. Również w Pankach był sekretarzem Rady Miejskiej. Absolwent Akademii Nauk Politycznych w Warszawie.
Przed wybuchem wojny był naczelnikiem wydziału administracyjnego Zarządu Miejskiego w Częstochowie i wiceprezesem Towarzystwa Pomocy Dzieciom. 1 września 1939 roku zgłosił się do służby wojskowej, przydzielony początkowo do 7 pułku artylerii lekkiej, następnie oddelegowany do Łodzi celem odeskortowania na tyły żołnierza pochodzenia niemieckiego. W czasie kampanii wrześniowej dotarł do Brześcia nad Bugiem, gdzie został przez sztab Naczelnego Wodza zdemobilizowany. Do Częstochowy wrócił 1 października, następnego dnia zgłosił się do pracy w Zarządzie Miasta, zgodnie z zarządzeniem okupanta.
17 listopada został mianowany przez władze niemieckie burmistrzem miasta, gdyż władze okupacyjne pozostawiły samorząd miejski w polskich rękach. Po konsultacji ze współpracownikami, Rybicki zdecydował się na przyjęcie funkcji, którą wobec aresztowania prezydenta i wiceprezydenta miał prawo sprawować także na mocy polskich przepisów przedwojennych. Po zwolnieniu tych ostatnich z więzienia dostał od nich w lutym 1940 roku upoważnienie do pełnienia obowiązków burmistrza, został też zaprzysiężony jako członek ZWZ. Przez okres swojego urzędowania Rybicki dokładał starań, by realizować rozliczne zadania związane z opieką nad ludnością polską i żydowską, ochroną przed aresztowaniami, obroną materialnego dziedzictwa kulturowego i gospodarczego, utrzymaniem i budową infrastruktury i szczegółowym ewidencjonowaniem działań podległego mu urzędu przy jednoczesnym realizowaniu zadań zleconych przez okupanta w minimalnie bezpiecznym stopniu .
W czasie okupacji awansowany przez władze podziemne do stopnia majora .
Po II wojnie światowej współorganizator samorządu w Ministerstwie Ziem Odzyskanych, następnie dyrektor Departamentu Samorządu w Ministerstwie Administracji Publicznej oraz dyrektor Departamentu Organizacji i Płac w Ministerstwie Zdrowia i Opieki Społecznej. W ostatnich latach życia był dyrektorem Państwowego Zakładu Wydawnictw Lekarskich w Warszawie.
Tajny współpracownik Ministerstwa Bezpieczeństwa Publicznego – TW „Kos”, „Kamień”, „Żukowski”. W Operacji Cezary wcielał się w postać „Kosa” – komendanta głównego V Komendy WiN m.in. spotykając się z kpt. Kazimierzem Kamieńskim „Huzarem”. Materiały dotyczące jego działalności i jego teczka pracy zostały spalone w latach osiemdziesiątych, łącznie z mikrofilmami. Zachował się jeden dokument – korespondencja pomiędzy Julią Brystigerową a Józefem Czaplickim, dotycząca przekazania Stanisława Rybickiego z agentury V Departamentu do Departamentu III Ministerstwa Bezpieczeństwa Publicznego.
Był żonaty, miał dwóch synów: Stanisława i Zygmunta Rybickiego. Zmarł 28 lutego 1980. Został pochowany na Cmentarzu Wojskowym na Powązkach.

## Ordery i odznaczenia
- Krzyż Niepodległości – 16 marca 1937 „za pracę w dziele odzyskania niepodległości”[18]
- Krzyż Oficerski Orderu Odrodzenia Polski[19]
- Krzyż Kawalerski Orderu Odrodzenia Polski[19]
- Krzyż Walecznych[20]

## Publikacje
- Pod znakiem lwa i kruka. Fragmenty wspomnień z lat okupacji. Warszawa: Instytut Wydawniczy „Pax”, 1965.